# Herb Kluczborka
Herb Kluczborka – jeden z symboli miasta Kluczbork i gminy Kluczbork w postaci herbu. Herb pochodzi z XIV wieku.

## Wygląd i symbolika
Herb przedstawia na białej tarczy czerwony zamek posiadający trzy wieże blankowane i złotą bramę z otwartymi złotymi wrotami. Nad wieżami i bramą mieszczą się czarne krzyże. 